# Plexippus
Plexippus is een geslacht van spinnen uit de familie springspinnen (Salticidae). Het werd in 1846 gesticht door Carl Ludwig Koch om een verzameling van diverse springspinnensoorten onder te brengen, waarvan vele niet verwant zijn met de typesoort Plexippus paykulli. De typesoort heette aanvankelijk Plexippus ligo; dit is tegenwoordig een synoniem van Plexippus paykulli. Het zijn middelgrote tot grote spinnen en ze komen in nagenoeg alle ecozones voor.

## Soorten
De volgende soorten zijn bij het geslacht ingedeeld:
- Plexippus andamanensis (Tikader, 1977)
- Plexippus aper Thorell, 1881
- Plexippus auberti Lessert, 1925
- Plexippus baro Wesolowska & Tomasiewicz, 2008
- Plexippus bhutani Żabka, 1990
- Plexippus brachypus Thorell, 1881
- Plexippus calcutaensis (Tikader, 1974)
- Plexippus clemens (O. P.-Cambridge, 1872)
- Plexippus coccinatus Thorell, 1895
- Plexippus devorans (O. P.-Cambridge, 1872)
- Plexippus fannae (Peckham & Peckham, 1896)
- Plexippus frendens Thorell, 1881
- Plexippus fuscus Rollard & Wesolowska, 2002
- Plexippus incognitus Dönitz & Strand, 1906
- Plexippus insulanus Thorell, 1881
- Plexippus iranus Logunov, 2009
- Plexippus kondarensis (Charitonov, 1951)
- Plexippus lutescens Wesolowska, 2011
- Plexippus luteus Badcock, 1932
- Plexippus minor Wesolowska & van Harten, 2010
- Plexippus niccensis Strand, 1906
- Plexippus ochropsis Thorell, 1881
- Plexippus paykulli (Audouin, 1826)
  - Plexippus paykulli nigrescens (Berland, 1933)
- Plexippus perfidus Thorell, 1895
- Plexippus petersi (Karsch, 1878)
- Plexippus phyllus Karsch, 1878
- Plexippus pokharae Żabka, 1990
- Plexippus redimitus Simon, 1902
- Plexippus robustus (Bösenberg & Lenz, 1895)
- Plexippus rubrogularis Simon, 1902
- Plexippus seladonicus C. L. Koch, 1846
- Plexippus setipes Karsch, 1879
- Plexippus stridulator Pocock, 1899
- Plexippus taeniatus C. L. Koch, 1846
- Plexippus tortilis Simon, 1902
- Plexippus tsholotsho Wesolowska, 2011
- Plexippus wesolowskae Biswas & Raychaudhuri, 1998
- Plexippus yinae Peng & Li, 2003
- Plexippus zabkai Biswas, 1999